# Hapigia apiana
Hapigia apiana är en fjärilsart som beskrevs av William Schaus 1928. Hapigia apiana ingår i släktet Hapigia och familjen tandspinnare. Inga underarter finns listade i Catalogue of Life.